# Amaury IV de Montfort
Pour les articles homonymes, voir Amaury IV, Amaury et Amaury de Montfort.
Amaury IV, mort en 1140, fut comte d'Évreux de 1137 à 1140.
Il était fils d'Amaury III, seigneur de Montfort l'Amaury et comte d'Évreux, et d'Agnès de Garlande.
Il succéda à son père, mais ne lui survécut que trois ans et, sans alliance ni descendance, Montfort revint à son frère.